# Troyer

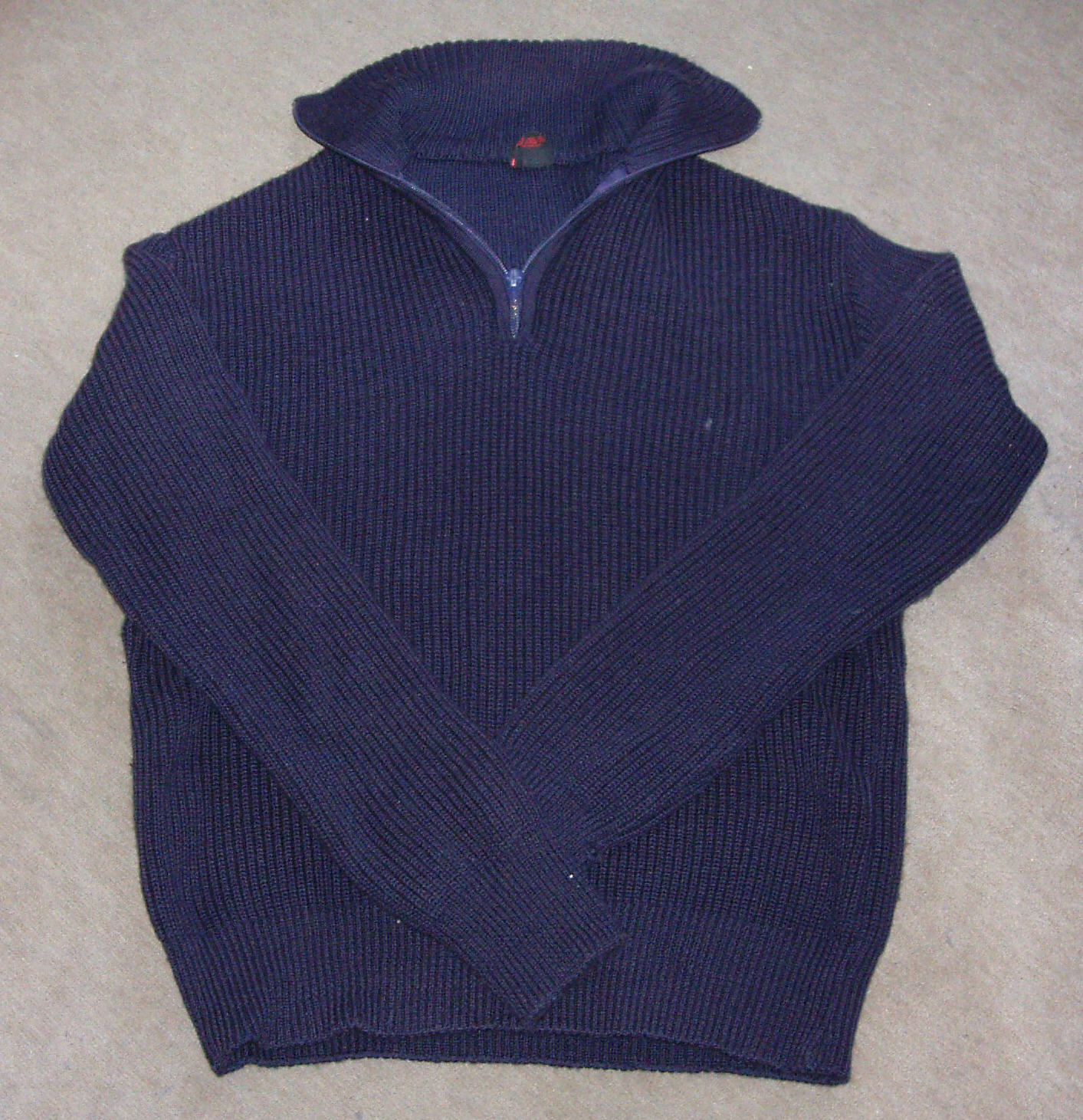
Klassischer Troyer

Als Troyer (auch Troier; IPA: [ˈtʁɔɪ̯ɐ], ⓘ) wird ein wollener Schlupfpullover mit Rollkragen bezeichnet, der durch einen kurzen Reißverschluss oder Knöpfe am Kragen geöffnet und geschlossen werden kann. Troyer werden gelegentlich auch als Seemannspullover oder Isländer bezeichnet. Die entsprechende Kragenform bezeichnet man auch als Zipkragen. In der Regel werden Troyer mit offenem Kragen getragen. Troyer wurden ursprünglich als wärmende Arbeitskleidung aus grober Strickware gefertigt, die traditionelle Farbe ist dunkelblau (marine). Heute werden Troyer auch aus feiner Wolle, Polyacryl oder Fleece angeboten. Einige Modelle sind mit Saumtunnelzug versehen, wodurch kalte Luft vom Körper ferngehalten werden kann.